# Hornby Railways

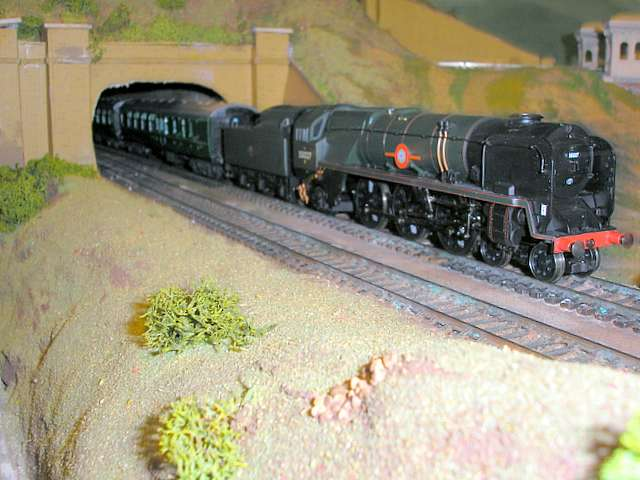
Modelspoortrein

Hornby Railways is een Engelse fabrikant van modelspoortreinen en modelauto's uit Liverpool.
Het bedrijf is in 1901 opgericht door Frank Hornby, nadat hij een octrooi had verkregen voor zijn Meccano constructiespeelgoed. Het eerste opwindtreintje werd geproduceerd in 1920.

## Geschiedenis
In 1901 werd het bedrijf opgericht als Meccano Ltd. Na de succesvolle introductie van het constructiespeelgoed, werd ook een productielocatie opgezet in Frankrijk alsmede een Amerikaanse vestiging in 1927.

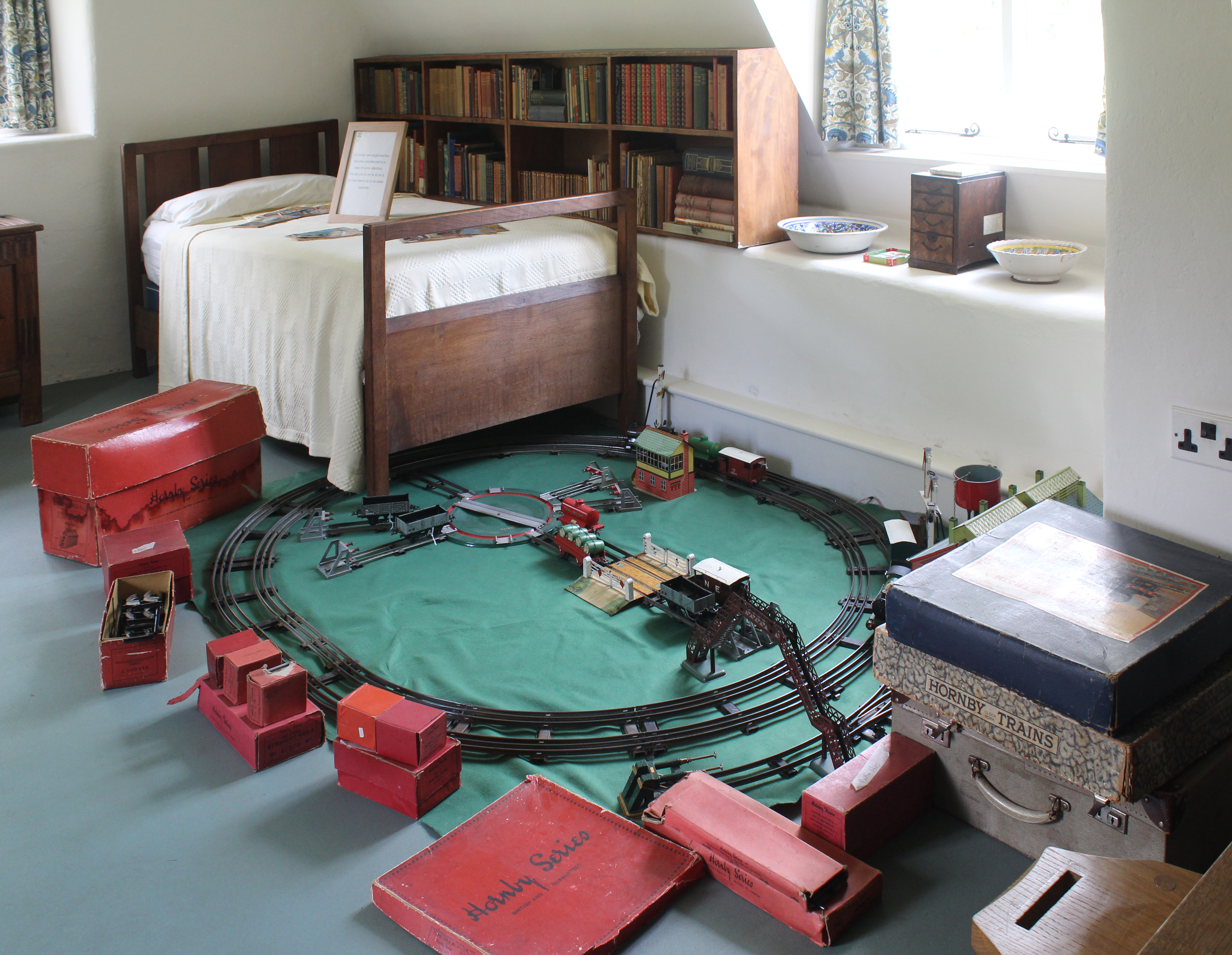
Kinderslaapkamer met een Hornby O-gauge elektrische treinbaan in jaren 50-stijl.

In 1938 introduceerde Hornby een modelspoortrein op schaal OO, de Hornby Dublo, die op 12 volt werkte. Het was een succesvolle lijn, totdat de productie in 1942 werd gestaakt door de Tweede Wereldoorlog. In 1948 werd de productie weer voortgezet.
In 1964 werden Hornby en Meccano overgenomen door Tri-Ang. In 1981 ging het moederbedrijf failliet en werd Hornby als Hornby Hobbies via een managementbuy-out verkocht. In 1986 werd Hornby Railways weer verzelfstandigd.
Door de hevige concurrentie, werd besloten om de productie over te brengen naar China. Vervolgens sloot het bedrijf marketing contracten waarmee modellen van bekende figuren en films konden worden geproduceerd. Zo werden Thomas de stoomlocomotief en Harry Potter-treinmodellen populaire producten.
In 2004 nam Hornby de boedel van het failliete Rivarossi over en werd daarmee ook meteen eigenaar van de merken Pocher, Lima, Jouef en Arnold die eerder door Rivarossi waren overgenomen.
In 2006 kocht Hornby de vroegere concurrent Airfix en verffabrikant Humbrol. In 2008 werd de overname van Corgi Classics Limited aangekondigd.